# Hymenolaena badachschanica
Hymenolaena badachschanica är en växtart i släktet Hymenolaena och familjen flockblommiga växter.
Arten är en perenn ört som förekommer i Afghanistan, Pakistan och Tadzjikistan. Den beskrevs av Vera Vasilevna Pisiaukova 1966.